# Élections législatives de 1919 en Indre-et-Loire
Les élections législatives de 1919 ont eu lieu le 16 novembre 1919.

## Résultats à l'échelle du département
| Liste          | Liste                                                          | Moyenne        | %       | Sièges | Candidat          | Candidat          | Tendance | Voix   | %     |
| -------------- | -------------------------------------------------------------- | -------------- | ------- | ------ | ----------------- | ----------------- | -------- | ------ | ----- |
|                | Liste radicale                                                 | 22 409         | 31,15   | 3      |                   | Camille Chautemps | PRRRS    | 24 894 | 34,61 |
|                | Liste radicale                                                 | 22 409         | 31,15   | 3      | Paul Bernier      | PRRRS             | 22 232   | 30,91  |       |
|                | Liste radicale                                                 | 22 409         | 31,15   | 3      | Lyon              | PRRRS             | 20 802   | 28,92  |       |
|                | Liste radicale                                                 | 22 409         | 31,15   | 3      | Pinguet-Guéridou  | PRRRS             | 21 445   | 29,81  |       |
|                | Liste radicale                                                 | 22 409         | 31,15   | 3      | Louis Proust      | PRRRS             | 22 674   | 31,52  |       |
|                |                                                                |                |         |        |                   |                   |          |        |       |
|                | Liste d'Union républicaine de Défense des Intérêts économiques | 21 640         | 30,08   | 1      |                   | Razous            | ARD      | 21 816 | 30,33 |
|                | Liste d'Union républicaine de Défense des Intérêts économiques | 21 640         | 30,08   | 1      | Briau             | FR                | 20 937   | 29,11  |       |
|                | Liste d'Union républicaine de Défense des Intérêts économiques | 21 640         | 30,08   | 1      | Guignard          | Droite            | 22 197   | 30,86  |       |
|                | Liste d'Union républicaine de Défense des Intérêts économiques | 21 640         | 30,08   | 1      | Hlaire            | ARD               | 20 947   | 29,12  |       |
|                | Liste d'Union républicaine de Défense des Intérêts économiques | 21 640         | 30,08   | 1      | Charles Vavasseur | ARD               | 22 304   | 31,01  |       |
|                |                                                                |                |         |        |                   |                   |          |        |       |
|                | Liste du Parti socialiste unifié                               | 18 180         | 25,27   | 1      |                   | Ferdinand Morin   | SFIO     | 20 822 | 28,95 |
|                | Liste du Parti socialiste unifié                               | 18 180         | 25,27   | 1      | Dorveau           | SFIO              | 17 337   | 24,10  |       |
|                | Liste du Parti socialiste unifié                               | 18 180         | 25,27   | 1      | Verrochet         | SFIO              | 17 617   | 24,49  |       |
|                | Liste du Parti socialiste unifié                               | 18 180         | 25,27   | 1      | Rocher            | SFIO              | 16 877   | 23,46  |       |
|                | Liste du Parti socialiste unifié                               | 18 180         | 25,27   | 1      | Simon             | SFIO              | 18 251   | 25,37  |       |
|                |                                                                |                |         |        |                   |                   |          |        |       |
|                | Liste républicaine socialiste                                  | 11 812         | 16,42   | 0      |                   | Émile Faure       | PRS      | 13 596 | 18,90 |
|                | Liste républicaine socialiste                                  | 11 812         | 16,42   | 0      | René Chauveau     | PRS               | 10 029   | 13,94  |       |
|                |                                                                |                |         |        |                   |                   |          |        |       |
| Inscrits       | Inscrits                                                       | Inscrits       | 102 789 | 100,00 |                   |                   |          |        |       |
| Votants        | Votants                                                        | Votants        | 75 483  | 73,43  |                   |                   |          |        |       |
| Abstentions    | Abstentions                                                    | Abstentions    | 27 306  | 26,57  |                   |                   |          |        |       |
| Blancs et nuls | Blancs et nuls                                                 | Blancs et nuls | 3 547   | 4,70   |                   |                   |          |        |       |
| Exprimés       | Exprimés                                                       | Exprimés       | 71 936  | 95,30  |                   |                   |          |        |       |